# Maria da Assunção Esteves
Maria da Assunção Esteves (ur. 15 października 1956 w Valpaços) – portugalska prawniczka i polityk, sędzia Trybunału Konstytucyjnego (1989–1998), posłanka do Parlamentu Europejskiego VI kadencji. Od 2011 do 2015 przewodnicząca Zgromadzenia Republiki.

## Życiorys
W 1980 ukończyła studia z dziedziny prawa na Uniwersytecie Lizbońskim. Osiem lat później uzyskała magisterium z prawa i nauk politycznych. Od 1985 do 1989 pracowała w instytucie ekonomicznym w Lizbonie, a od 1989 na wydziale prawa macierzystego uniwersytetu.
W 1987 po raz pierwszy uzyskała mandat posłanki do Zgromadzenia Republiki. W 1989 została powołana w skład Trybunału Konstytucyjnego, w którym zasiadała do 1998. Po opuszczeniu stanowiska była członkiem organów krajowych Partii Socjaldemokratycznej.
W wyniku wyborów z 2002 powróciła do parlamentu krajowego, gdzie stała na czele komisji spraw konstytucyjnych i wolności (do 2004). W wyborach w 2004 uzyskała mandat posłanki do Parlamentu Europejskiego, który wykonywała do lipca 2009. Od maja 2006 do maja 2007 pełniła obowiązki wiceprzewodniczącej PSD. W 2011 ponownie wybrana do Zgromadzenia Republiki. W czerwcu tego samego roku zaproponowana przez partię na stanowisko przewodniczącej tej izby po tym, jak kandydat PSD Fernando Nobre nie uzyskał poparcia posłów. Tego samego dnia została wybrana na to stanowisko większością głosów koalicji i opozycji. Stała się pierwszą w historii kobietą sprawującą urząd przewodniczącej portugalskiego parlamentu. Funkcję tę pełniła do 2015.
Została członkinią portugalskiego towarzystwa filozoficznego. W 2007 została przewodniczącą Ruchu Europejskiego w Portugalii. Zasiadała w Komisji Weneckiej Rady Europy.

## Wybrane publikacje
- A Constitucionalização do Direito de Resistência (1988)
- Estudos de Direito Constitucional (2002)
- O Tratado de Lisboa (2008)